# Piccola strenna
Piccola strenna è un EP della cantante italiana Mina, pubblicato il 30 novembre 2010 dalla PDU.

## Descrizione
L'album contiene quattro brani incisi per la colonna sonora del film La banda dei Babbi Natale di Aldo, Giovanni e Giacomo.
«Piccola Strenna si apre con Mele Kalikimaka, un brano natalizio gioioso e solare, cantato parte in inglese e parte in lingua hawaiana. Walking the Town è invece una canzone in puro stile rock inglese che aderisce perfettamente all'ambientazione di una particolare scena del film, così come Il sogno di Giacomo, le cui note sottolineano l'incubo ricorrente di uno dei protagonisti, rimandando alle atmosfere delle colonne sonore più classiche, con la voce di Mina che accompagna le musiche con vocalizzi da brivido. Infine, il più conosciuto tra i brani natalizi, Silent Night, è proposto in una emozionante e suggestiva chiave a ballad jazz».

## Tracce
1. Mele Kalikimaka - 3:06 - (Robert Alex Anderson, pubblicata il 29 novembre 2010)
2. Walking the Town - 3:39 - (Samuele Cerri-Franco Serafini, pubblicato il 1º gennaio 2011)
3. Il sogno di Giacomo - 1:37 - (Massimiliano Pani-Franco Serafini, pubblicato il 30 novembre 2010)
4. Silent Night (Stille Nacht, heilige Nacht) - 3:06 - (Franz Xaver Gruber-John Freeman Young/Joseph Mohr, pubblicato il 24 dicembre 2010)